# Сен-Симон (Канталь)
Сен-Симо́н (фр. Saint-Simon, окс. Sant Simon) — коммуна во Франции, находится в регионе Овернь. Департамент — Канталь. Входит в состав кантона Орийак-4. Округ коммуны — Орийак.
Код INSEE коммуны — 15215.
Коммуна расположена приблизительно в 440 км к югу от Парижа, в 105 км юго-западнее Клермон-Феррана, в 6 км к северо-востоку от Орийака.

## Население
Население коммуны на 2008 год составляло 1086 человек.
| 1962 | 1968 | 1975 | 1982 | 1990 | 1999 | 2008 |
| ---- | ---- | ---- | ---- | ---- | ---- | ---- |
| 842  | 842  | 1007 | 959  | 989  | 1018 | 1086 |

## Администрация
| Период | Период | Фамилия       | Партия | Примечания |
| ------ | ------ | ------------- | ------ | ---------- |
| 2001   | 2008   | Жан-Луи Кудон |        |            |
| 2008   |        | Даниэль Фабр  |        |            |

## Экономика
В 2007 году среди 662 человек в трудоспособном возрасте (15—64 лет) 503 были экономически активными, 159 — неактивными (показатель активности — 76,0 %, в 1999 году было 70,6 %). Из 503 активных работали 485 человек (263 мужчины и 222 женщины), безработных было 18 (5 мужчин и 13 женщин). Среди 159 неактивных 41 человек были учениками или студентами, 72 — пенсионерами, 46 были неактивными по другим причинам.

## Достопримечательности
- Замок Уа[фр.] (XV—XVI века). Памятник истории с 1972 года[3]
- Поместье Мартине (1670 год). Памятник истории с 1974 года[4]
- Церковь Сен-Сижимон (XII век). Памятник истории с 1969 года[5]
- Замок Лалоби[фр.] (XVIII век). Памятник истории с 1992 года[6]
- Замок Ла-Форс[фр.] (XIV век)
- Башня Сен-Симон[фр.] (XII век)

## Фотогалерея

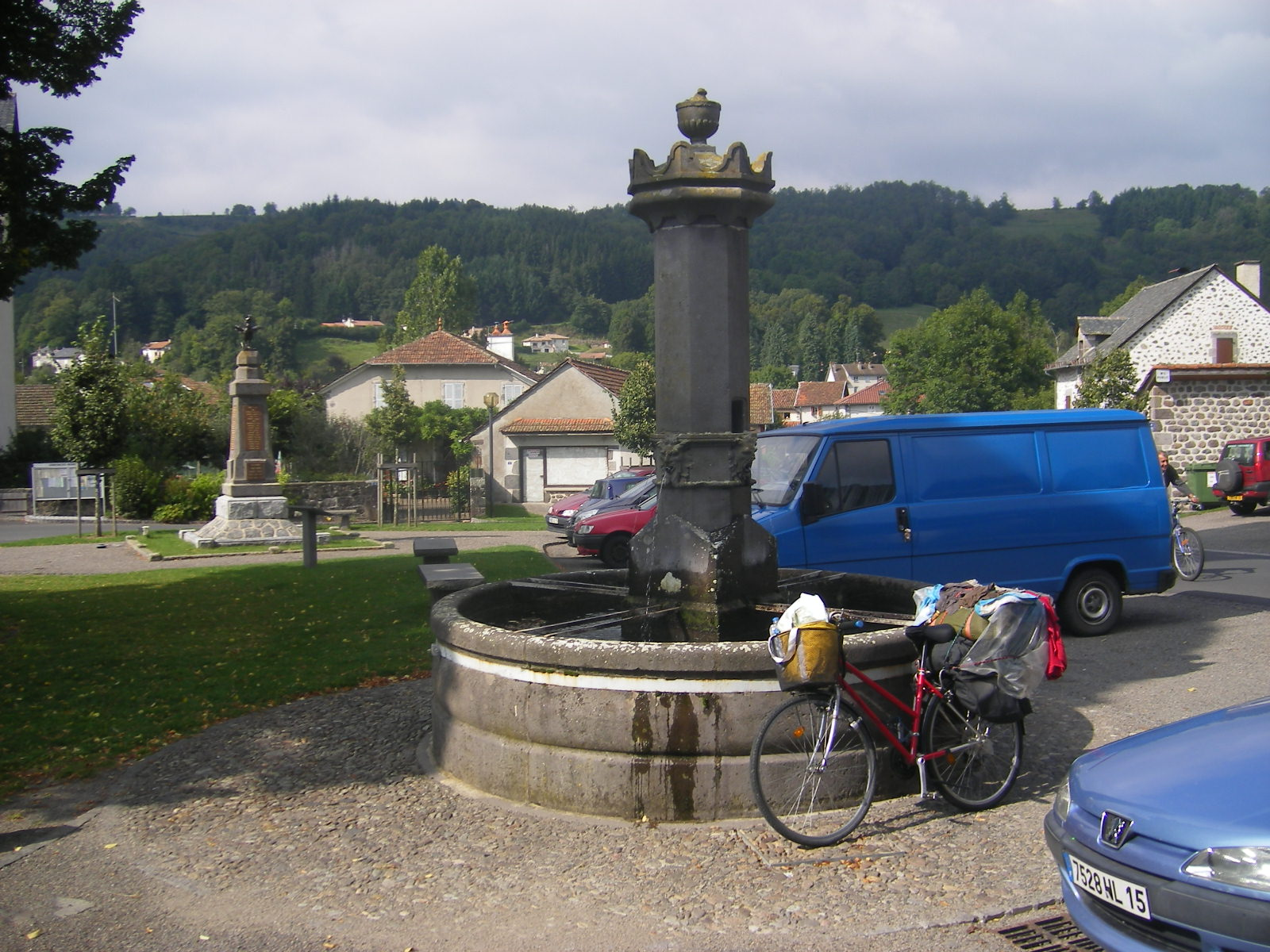
Сен-Симон
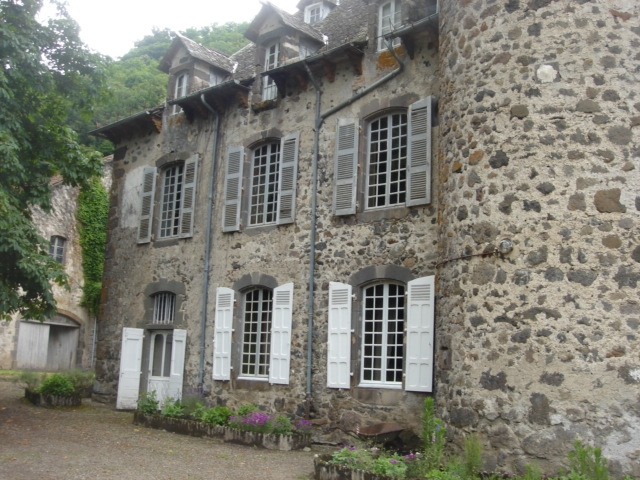
Замок Лалоби
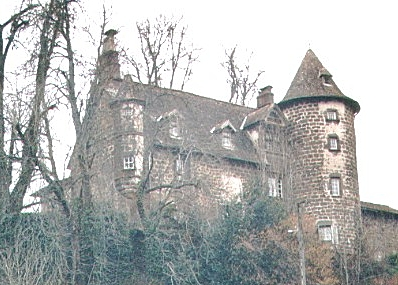
Замок Уа
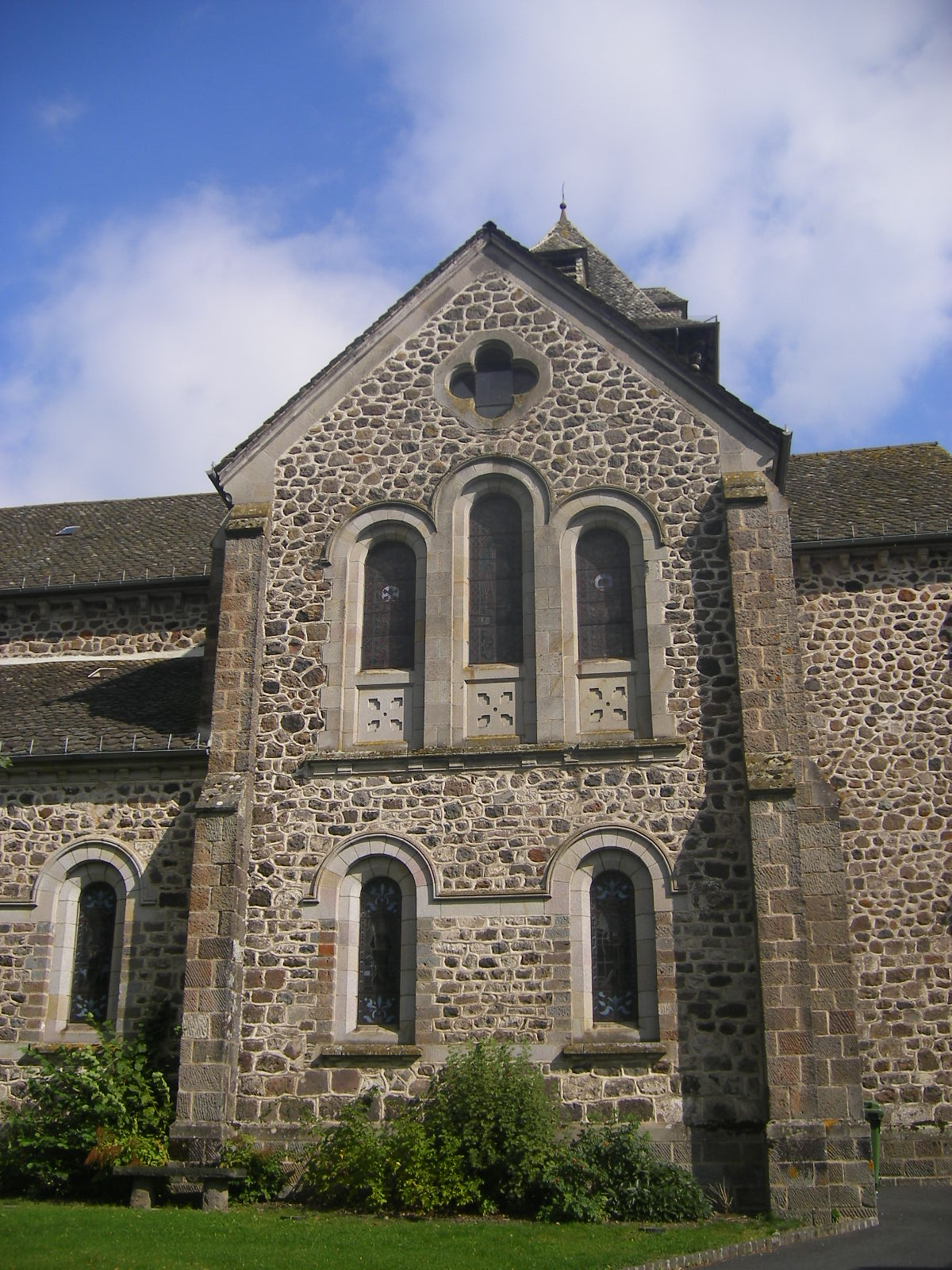
Церковь Сен-Сижимон